# 日本國鐵ED76型電力機車
ED76型電力機車（日语：ED76形電気機関車）是日本國有鐵道的交流電力機車車型之一，适用于供电制式为20千伏60赫兹（或50赫兹）的工频单相交流电的电气化铁路。

## 形式區分

### 九州形式
1960年代初，日本国有铁道开始对鹿兒島本線实施交流电气化改造，并专门为九州地区研制了ED72型电力机车和ED73型电力机车，前者由于具有供暖蒸汽锅炉因而以担当客运牵引任务为主，而后者以担当货运牵引任务为主。这两种电力机车均装用引燃管整流器，通过变压器高压侧调压和整流器相位控制来调节速度。但随着电力电子技术的快速发展，引燃管很快就被性能可靠且维护方便的硅整流器所取代。1963年，日本国铁成功研制了ED75型电力机车，使用变压器低压侧调压、磁放大器相位控制、硅整流器全波整流，成为新一代国铁标准型交流电力机车。
随着鹿儿岛本线的交流电气化的逐步推进，电气化区段将按计划于1965年10月延伸至熊本。为了满足鹿儿岛本线的列车牵引需要，日本国铁决定以ED75型电力机车为基础，开发研制九州地区使用的新型交流电力机车，作为ED72、ED73型电力机车的后继增备机车。因此，日本国铁不仅研制了货运用的ED75型300番台电力机车，用于接替ED73型电力机车；同时又研制了客运用的ED76型基本番台电力机车，用于接替ED72型电力机车。
ED76型电力机车可被视为增加了蒸汽锅炉的ED75型电力机车。机车上的大多数设备都尽可能与ED75型300番台机车保持一致，例如TM11B型主变压器、MA1A型磁放大器、RS21A型硅整流器、LTC-3型调压开关和MT52型牵引电动机，调速方式亦同样采用变压器低压侧调压、磁放大器相位控制和牵引电动机磁场削弱。由于机车搭载了为旅客列车供暖的蒸汽锅炉以及水箱和油箱等配套设备，因此车体长度和整备重量也相应增加，并且和ED72型电力机车一样采用了Bo-2-Bo轴式，增加了一台无动力的可变轴重中间转向架以分担重量。

#### 基本番台
1965年至1976年间，三菱电机、三菱重工业、日立制作所、东芝公司共生产了94台基本番台机车，其中可按细节特点分为五个批次的车辆。
第一次量产车（1～8）
- ED76 1～8号机车于1965年落成，因应鹿儿岛本线久留米至熊本间电气化开业而制造，生产预算由昭和39年度第5次債務承担。
- 这批机车装用DT129C、DT129D型两端转向架，以及不设基础制动装置的TR103A型中间转向架，另外也没有对应新型客车和高速货车的总风管。

第二次量产车（9～26）
- ED76 9～26号机车于1967年落成，因应日豐本線小倉至幸崎间电气化开业而制造，生产预算由昭和41年度第2次債務承担。
- 这批机车装用DT129K、DT129L型两端转向架，以及增加基础制动装置的TR103D型中间转向架；改为使用DM67D-DM71B型电动发电机（旋转式劈相机），增加对调压开关切换器的后备控制电路。
- 1968年以后进行了加装总风管的改造，以便对应20系客车的ABER电空制动系统。

第三次量产车（27～28）
- ED76 27～28号机车于1969年落成，因应鹿儿岛本线、日丰本线貨物列車增发而制造，生产预算由昭和43年度第5次債務承担。
- 这批机车改为使用MT52A型牵引电动机、MH3064B-C3000型电动空气压缩机、MH3057-FK91B型电动通风机，并增加了总风管。

第四次量产车（29～30）
- ED76 29～30号机车于1969年落成，是因应鹿儿岛本线熊本至西鹿儿岛间电气化开业而制造的第一批电力机车，生产预算由昭和44年度第2次債務承担。
- 这批机车增加对应单司机值乘的列车紧急停止装置（日语：紧急列车停止装置）（EB）、列车紧急防护装置（日语：紧急列车防护装置）（TE）；改为使用MC109E型司机控制器、SG3B-S型自动化蒸汽锅炉。

第五次量产车（31～48）

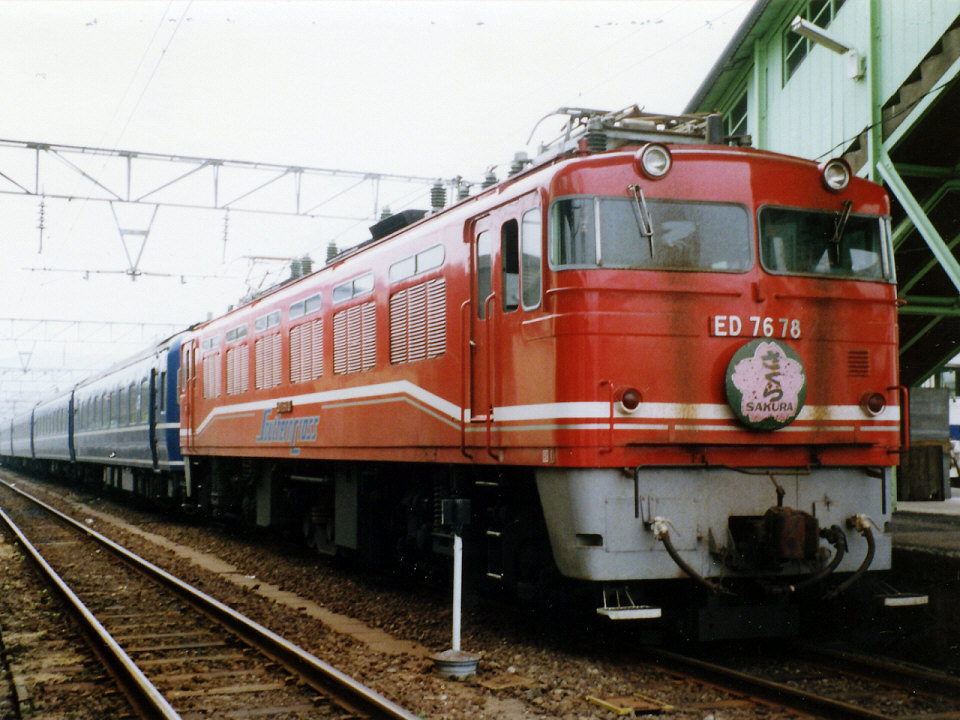
ED76 78号机车牵引“樱号”卧铺特急列车

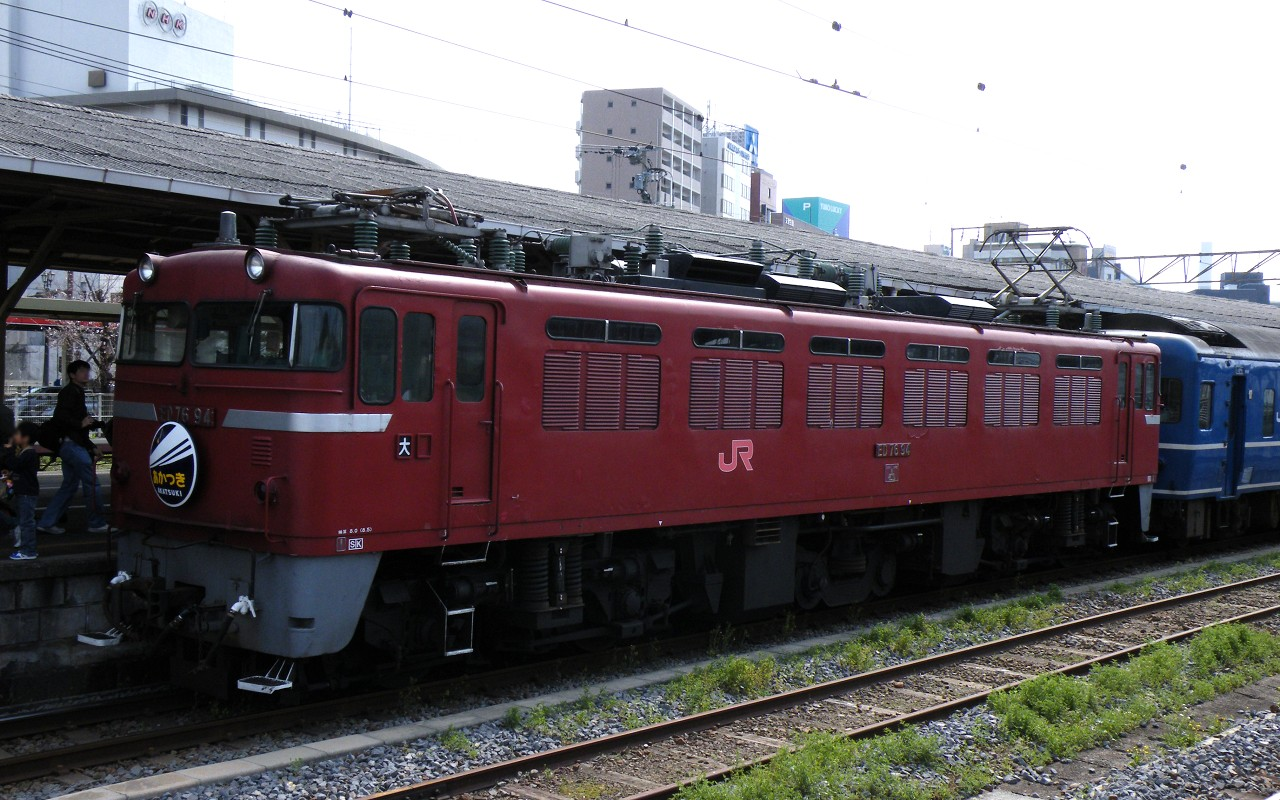
ED76 94号机车

- ED76 31～48号机车于1969年落成，是因应鹿儿岛本线熊本至西鹿儿岛间电气化开业而制造的第二批电力机车，生产预算由昭和44年度第3次債務承担。
- 这批机车改为采用PS102C型下框架交叉式双臂受电弓、MH3064A-C3000型电动空气压缩机，并改良了调压开关切换器。

第六次量产车（49～54）
- ED76 49～54号机车于1970年落成，是因应鹿儿岛本线熊本至西鹿儿岛间电气化开业而制造的第三批电力机车，生产预算由昭和44年第4次債務承担。
- 车顶上的CB101E型空气断路器变更为CB106型真空断路器，改为使用MC109F型司机控制器，并改善了机械室内各类设备的布置。

第七次量产车（55～67）
- ED76 55～67号机车于1973年落成，是因应日丰本线幸崎至南宮崎间电气化开业而制造的第一批电力机车，生产预算由昭和48年度第3次民有拨款承担，全部配属大分机关区。
- 这批机车基于1000番台机车（ED76 1011～1014）作进一步改进，例如提高了低压辅助电路和内部电器设备的可靠性和可维护性，各种螺栓均改为使用符合国际标准的ISO公制螺纹。机车外观方面，取消了车体前端其中一个司机室通风口，车体正面的银色装饰带采用金属漆代替不锈钢，改为使用小型化外装式尾灯和整体式编号牌等。

第八次量产车（68～80）
- ED76 68～80号机车于1973年落成，是因应日丰本线幸崎至南宮崎间电气化开业而制造的第二批电力机车，生产预算由昭和48年度第１次債務承担，全部配属大分机关区。

第九次量产车（81～86）
- ED76 81～86号机车于1974年落成，是因应長崎本線和佐世保線电气化而制造的第一批电力机车，生产预算由昭和49年度第2次民有拨款承担，全部配属大分机关区。

第十次量产车（87～94）
- ED76 87～94号机车于1975年落成，是因应长崎本线和佐世保线鳥栖至長崎間、肥前山口至佐世保间电气化开业而制造的第二批电力机车，生产预算由昭和50年度第１次債務承担，全部配属鹿儿岛机关区。

#### 1000番台

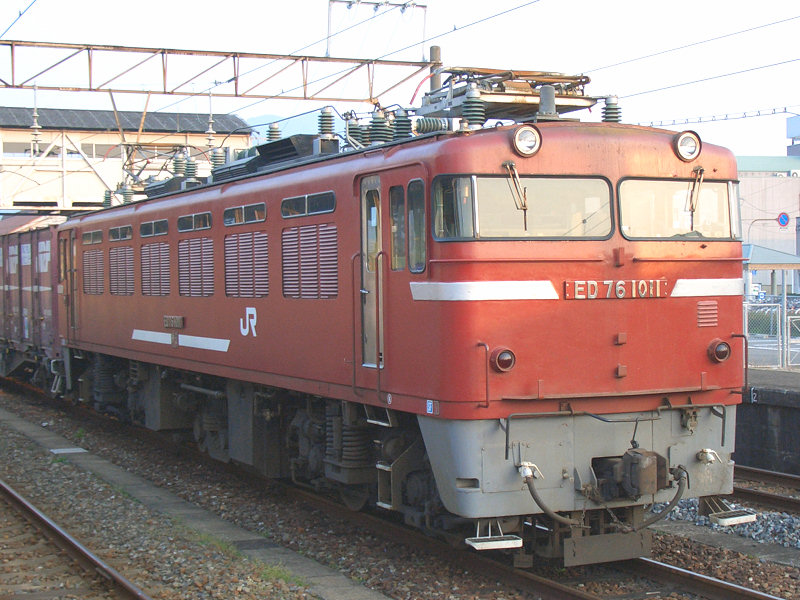
ED76 1011号机车

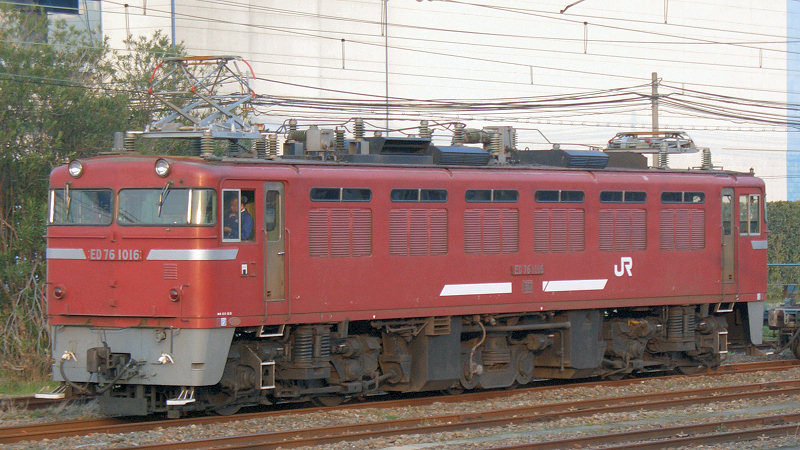
ED76 1016号机车

1968年，为了提高卧铺旅客列车的旅行速度，日本国铁对所有20系客车进行制动系统改造，通过对原本的AS空气制动机加装电空阀、中继阀等电控装置改造为AREB电空制动机，实现列车制动系统的电控化，使列车最高运行速度由95公里/小时提高至110公里/小时。为了满足九州地区的20系卧铺旅客列车和10000系高速货物列车的牵引需要，1968年至1976年间共生产了23台ED76型1000番台电力机车（1001~1023），作为ED73型1000番台、ED75型300番台电力机车的后继增备车辆。
这批机车设有的高速运转对应设备与ED75型1000番台电力机车相同，包括对应20系客车的电空制动装置和列车制动增压装置，以及与20系客车乘务员室相连的有线电话，机车两端加装KE72H（电空制动）、KE59H（有线电话）型电气连接器。除上述改变之外，其他部分则与基本番台第五次量产车（31～48）保持相同。
第一次量产车（1001～1010）
- ED76 1001～1010号机车于1970年落成，因应鹿儿岛本线熊本至鹿儿岛间电气化开业而制造，生产预算由昭和44年度第３次債務承担。
- 这批机车除了增加高速运转对应设备外，其他部分与同时期制造的基本番台第五次量产车（31～48）相同。机车编号采用不锈钢字体金属件，但后来部分机车在整修时改为采用整块金属板样式。

第二次量产车（1011～1014）
- ED76 1011～1014号机车于1973年落成，因应本州往九州方向卧铺特急列车及高速货物列车增发而制造，生产预算由昭和48年度民有拨款承担。
- 这批机车取消了对应20系客车的有线电话和KE59H型电气连接器。此外，还根据单司机值乘的需要而调整了司机操纵台的设备布置；空气断路器变更为CB106型真空断路器；并改用新型调压开关、换向开关、接触器开关等电器设备。
- 外观方面，车体正面的银色装饰带采用金属漆代替不锈钢，改为使用小型化外装式尾灯和整块金属编号牌等。

第三次量产车（1015～1023）
- ED76 1015～1023号机车于1979年落成，因应日丰本线南宫崎至鹿儿岛间电气化开业而制造，也是最后一批出厂的ED76型电力机车，生产预算由昭和53年度第１次債務承担。
- 这批机车改为使用MT52B型牵引电动机。此外，为防止櫻島火山灰侵入司机室内，司机室侧窗改为使用密封性能更好、具有铝合金窗框的横拉式活动窗。机车编号恢复采用不锈钢字体金属件。

### 北海道形式

#### 500番台

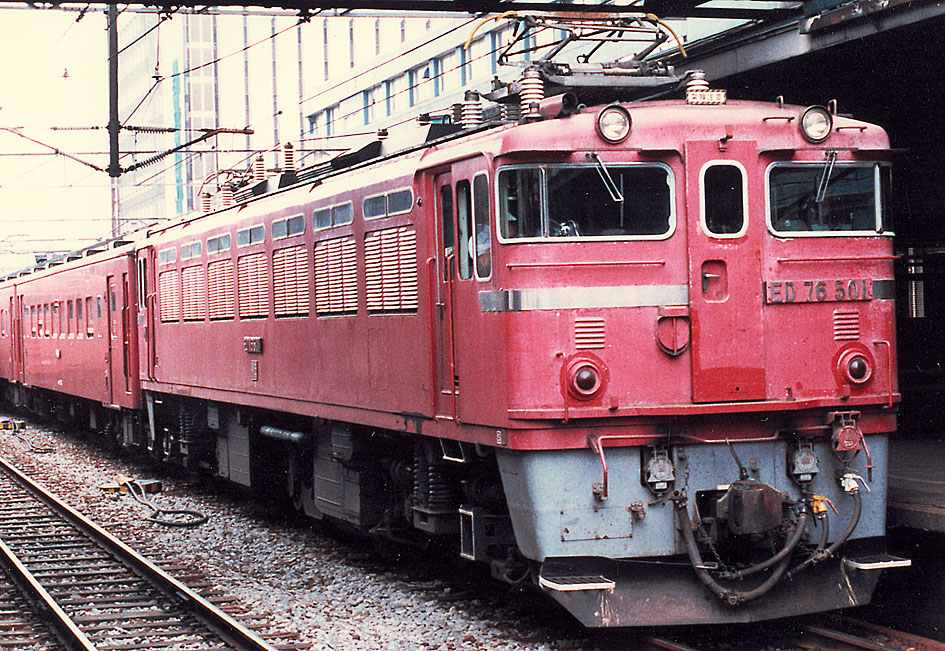
ED76 501号机车

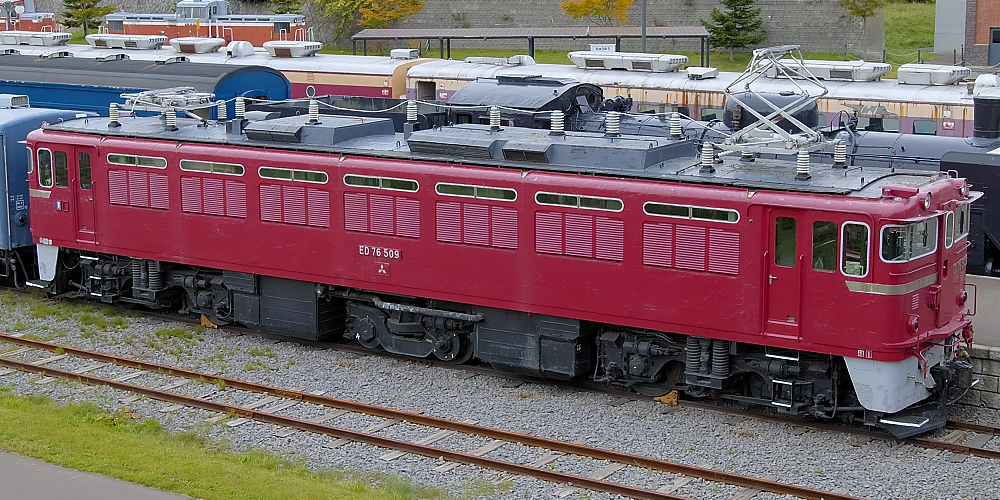
ED76 509号机车

1966年9月，因应北海道函館本線交流电气化的需要，三菱电机及三菱重工业试制了首台ED75型500番台电力机车。这台机车和ED93型电力机车（后来定型为ED77型电力机车）一样，采用了晶闸管四段半控桥式整流电路，通过相位控制直接进行无级调压。虽然晶闸管相控调压能有效提高电力机车的牵引性能，但ED75 501号电力机车投入试验后，发现相控整流电路所产生的高次谐波电流，会对铁路沿线的通讯信号系统产生明显的电磁干扰。
1968年，日本国铁在ED76型基本番台电力机车的基础上，吸取ED75 501号电力机车的研制经验，为北海道地区开发了ED76型500番台电力机车。该型机车的主要特点是采用级间晶闸管相控平滑调压的控制方式，保留了ED76型基本番台的低压侧调压开关，并以晶闸管桥式整流电路取代原来的磁放大器，以提高晶闸管相控电力机车的功率因数及减少谐波干扰。考虑到牵引重载货物列车的需要，ED76型500番台机车增加了重联控制系统，车端排障器上增加KE70HD型重联插座，机车两端司机室增设贯通门，空气制动系统并设有单机制动增压装置，以缩短货物列车的制动距离。
此外，因为北海道冬季寒冷的使用环境，ED76型500番台机车还特别加强了防寒防雪性能，除受电弓以外的车顶高压设备，包括空气断路器和避雷器等均改为安装在车体内部；主要控制电器、空气制动系统以及制动闸瓦亦加装了电加热器；车体通风系统参考了ED77型电力机车的设计，夏季时经侧墙通风百叶窗吸入冷风后经车顶通风口排出热风，而冬季时则关闭车顶通风口并改为室内循环方式，以改善室内保温性能和减少车外冷风吸入量。机车采用带有防雪制动装置的DT129R、DT129S型两端转向架，以及具有基础制动装置的TR103F型中间转向架。
ED76型500番台机车因采用了防寒防雪构造，加上设有为旅客列车供暖的蒸汽锅炉，因此运转整备重量达到了90.5吨，比较基本番台机车增加3.5吨。由于函館本線小樽至旭川间在电气化的同时也进行了线路强化改造，所以ED76型500番台机车仍可以在该区段按16吨轴重运行，而中间转向架则用于当牵引列车起动时或根据蒸汽锅炉油水消耗量而作出轴重调整。
1968年，为配合函館本線小樽至瀧川间电气化开业，制造了第一批9台ED76型500番台电力机车（501～509），生产预算由昭和42年度第2次債務承担。1969年，为配合函館本線瀧川至旭川间电气化开业，制造了第二批13台ED76型500番台电力机车（510～522），生产预算由昭和43年度第4次債務承担，全部配属岩見泽第二机关区。与第一批机车相比，第二批机车改为使用经改良的LTC-4A型低压侧调压开关；以高强度铸钢取代低锰钢作为车钩的主要材料；追加ATS警报持续装置和ATS电源中断警报装置；改为装用MH3057-FK91B型牵引电动机通风机。1978年以后，由于50系51型客车投入普通旅客列车运用，ED76型500番台机车亦加装了列车开车响铃开关。

#### 550番台

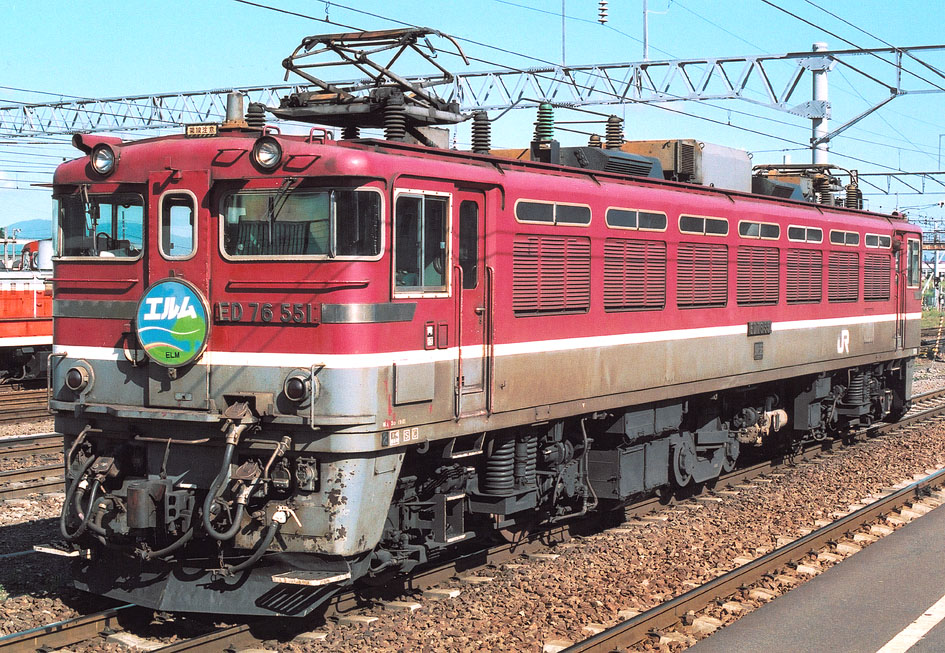
ED76 551号机车

1988年，连接本州和北海道的青函隧道建成通车，开行了来往青森至函館的“海峡号”快速列车。1986年至1987年间，日本国铁已经将21台ED75型700番台机车改造成ED79型基本番台机车，并于1988年投入青函隧道区间运用。但随着青函隧道区间旅客列车数量增加，为了缓解机车运用紧张的情况，JR北海道将函館本线普通列车削减后剩余的ED76 514号机车，改造成青函隧道专用的ED76型550番台电力机车，机车编号变更为ED76 551号，作为ED79型电力机车的增备车辆。实际上JR北海道原本打算改造六台该型机车，但后来决定向JR货物租借ED79型50番台电力机车来应付需求，因此最终只有一台机车完成了改造。
ED76型550番台机车的调压控制方式与ED79型基本番台机车相同，采用主变压器低压侧级间相控平滑调压，并因应青函隧道的长大坡道增加了再生制动功能。这台机车继续沿用了原本的TM16型主变压器，但改为采用和ED79型基本番台相同的低压侧调压开关和晶闸管变流器，还增加了励磁变压器、高速断路器、牵引及制动工况转换开关等配套设备。另一方面，机车改为使用电气供暖取代蒸汽供暖，并拆除了车上的蒸汽锅炉及油水箱；由于ED76型电力机车的主变压器没有列车供电绕组，因此增设了一个辅助变压器，为旅客列车供应1500伏特单相交流电。此外，ED76型550番台机车亦搭载了青函隧道专用的ATC-L安全防护装置。车体涂装也和一般的ED76型电力机车有所区别，车体上半及下半部分别采用红色和灰色，之间有一圈围绕车身的白色带。

## 運用歷史

### 國鐵時代

#### 九州地区
1965年9月，鹿兒島本線久留米至熊本间电气化开业，首批8台ED76型基本番台电力机车配属门司机关区，并与ED72型电力机车投入共同运用，担当门司至熊本间北九州地区的列车牵引任务。由于ED76型电力机车搭载有自动蒸汽锅炉，因此主要用于牵引旅客列车和行包列车。1967年，日豐本線小倉至幸崎间电气化开业，第二批18台ED76型电力机车配属大分运转所。1969年至1970年间，由于鹿儿岛本线电气化改造的逐步推进，及满足日丰本线列车增发的需要，又先后制造了四批共28台ED76型基本番台电力机车，配属于鹿儿岛机关区和大分机关区，运用范围亦扩展至九州全境。
1970年，设有高速运转对应设备的ED76型1000番台电力机车投入运用，全部配属于鹿儿岛机关区，主要用于牵引鹿儿岛本线的卧铺特急列车和高速货物列车。1973年至1975年间，随着日丰本线、長崎本線和佐世保線的电气化，又先后制造了四批共40台ED76型基本番台电力机车，配属于鹿儿岛机关区和大分机关区。1970年代后期起，随着卧铺特急列车逐步换型为14系、24系客車，ED76型1000番台机车不再是卧铺特急列车的专用机车，加上ED72、ED73型电力机车陆续被淘汰，因此ED76型电力机车基本上已经成为九州地区的标准型电力机车，广泛担当货物列车和旅客列车的牵引任务。
1980年代初，日本国铁为了改善持续亏损的经营状况，大量削减货物列车和行包列车的开行数量，同时南九州地区的普通旅客列车亦逐步改为使用电力动车组。由于九州地区的ED76型电力机车的运用逐渐减少，部分基本番台机车尽管只有约十五年车龄，但仍然无法逃避被封存或报废的命运。

#### 北海道地区
1968年10月，为配合函館本線小樽至瀧川间电气化开业，首批9台ED76型500番台电力机车配属岩見泽第二机关区，连同ED75 501号机车和711系电力动车组开始投入函館本線运用。1969年，为配合函館本線瀧川至旭川间电气化开业，第二批13台ED76型500番台电力机车配属岩見泽第二机关区。由于ED76型电力机车搭载有自动蒸汽锅炉，因此主要担当函館本線小樽至旭川间的旅客列车牵引任务，包括“二世谷號”、“大雪號”、“狩勝號”、“利尻號”等優等列車。1980年，千歳線和室蘭本線完成电气化后，ED76型500番台电力机车亦曾经牵引该两线的团体临时列车。

### 民營化後
在1987年4月1日國鐵分割民營化之前，日本国铁已經报废了近半数的ED76型电力机车。国铁民营化后尚存的77台ED76型电力机车，被新成立的九州旅客鐵道（JR九州）、北海道旅客鐵道（JR北海道）和日本貨物鐵道（JR货物）继承。其中，JR九州继承了36台基本番台机车（42、60～94），JR北海道继承了16台500番台机车（504、506～508、510、512、514～522），JR货物继承了7台基本番台机车（37、43、55～59）和18台1000番台机车（1006～1023）。

#### JR北海道

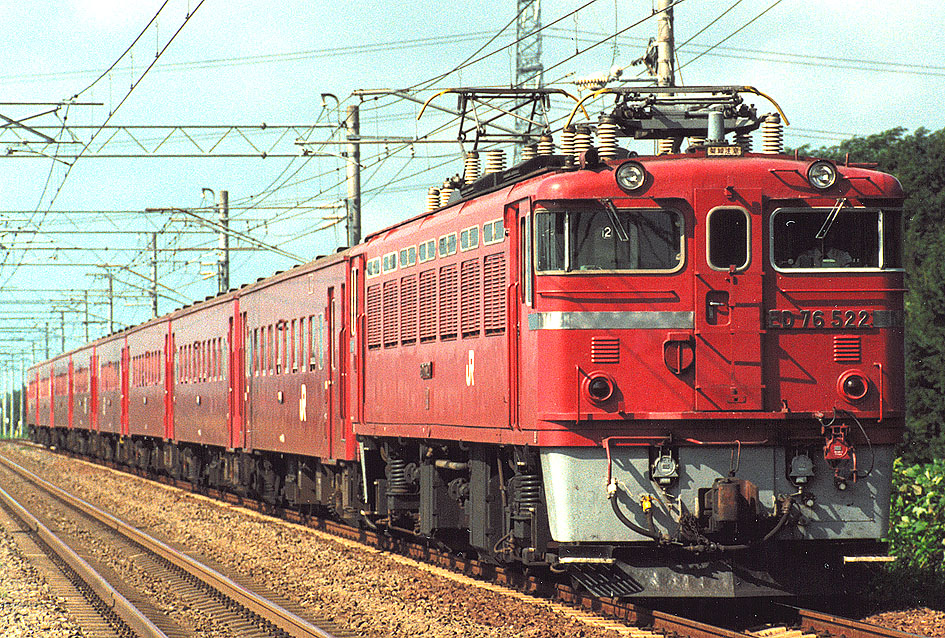
ED76 522号机车牵引50系51型客车（1990年）

1987年，JR北海道继承的16台ED76型500番台机车，全部配属于空知运转所（原岩見泽第二机关区），继续担当函館本線旅客列车的牵引任务。从1988年开始，随着新一代的721系电力动车组投入快速列车运用，同时急行列车逐步改为使用柴油动车组，取代了原来使用的14系和50系客车，使ED76型500番台机车的使用范围逐渐缩小。由于JR货物计划采用DD51、DF200型柴油机车实现函館本線和根室本線、宗谷本線等非电气化线路的直通运转交路，因此并没有打算利用ED76型500番台机车担当货运牵引任务。至1994年10月，函館本線小樽至岩見泽间的普通列车换型为721系电力动车组后，ED76型500番台全部停运报废，空知运转所亦同时被撤销。
1991年，JR北海道利用闲置的ED76 514号机车，将其改造成青函隧道专用的ED76 551号机车，配属到青函运转所（今函館运输所青函派出所），作为ED79型电力机车的增备车辆，共同担当津輕海峽線之“海峡号”快速列车的牵引任务。由于ED76 551号机车的车体长度比ED79型电力机车更长，因此进站停车位置也有别于ED79型电力机车。这台机车主要牵引“黄昏特快号”卧铺特急列车，担当机车交路为青森至五稜郭间，至2001年停运报废。

#### JR九州

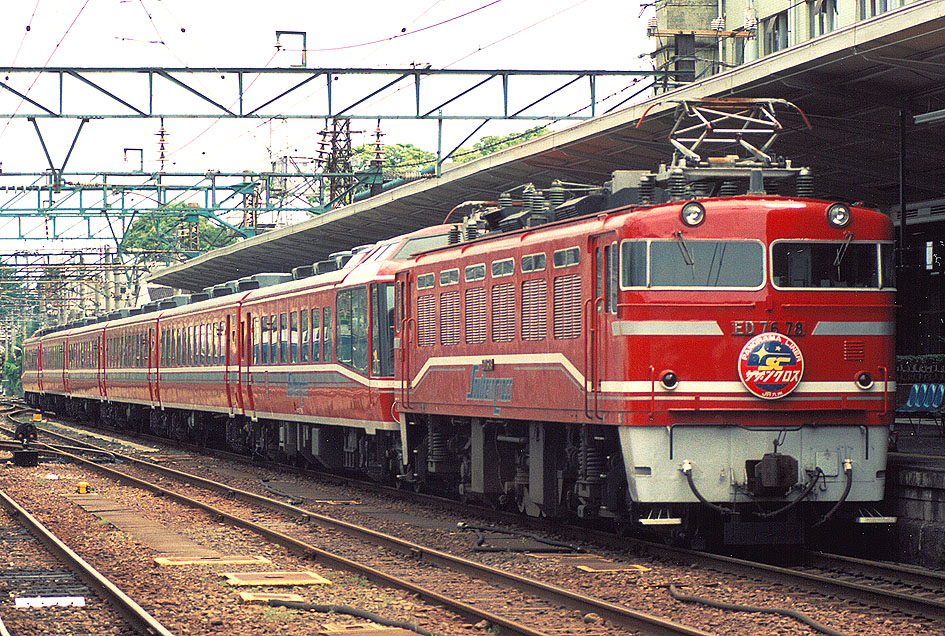
ED76 78号机车牵引“南十字星全景快车号”（1987年）

1987年，JR九州继承的36台ED76型基本番台机车，全部配属于大分铁道事业部大分车辆中心，主要牵引九州往本州方向的蓝色列车，以及其他JR客运公司的团体临时列车。JR九州的ED76型电力机车均采用“赤2号”红色涂装，并且都增设了司机室空调装置，以改善乘务人员的夏季工作环境。
其中，ED76 78号机车被指定为“南十字星全景快车号”欢乐列车的牵引机车，至1994年连同该欢乐列车同时停运报废。1990年代起，由于卧铺特急列车载客率的减少，九州的卧铺特急列车逐步停运或合并运行，JR九州的ED76型电力机车亦相应减少运用并陆续报废。2003年，JR九州将剩余的ED76 81、83号机车转售予JR货物。
2009年3月14日，随着“隼号”和“富士号”列车正式停运，结束了ED76型电力机车牵引定期旅客列车的历史。2012年11月中旬，JR九州的最后三台ED76型电力机车报废。

#### JR貨物

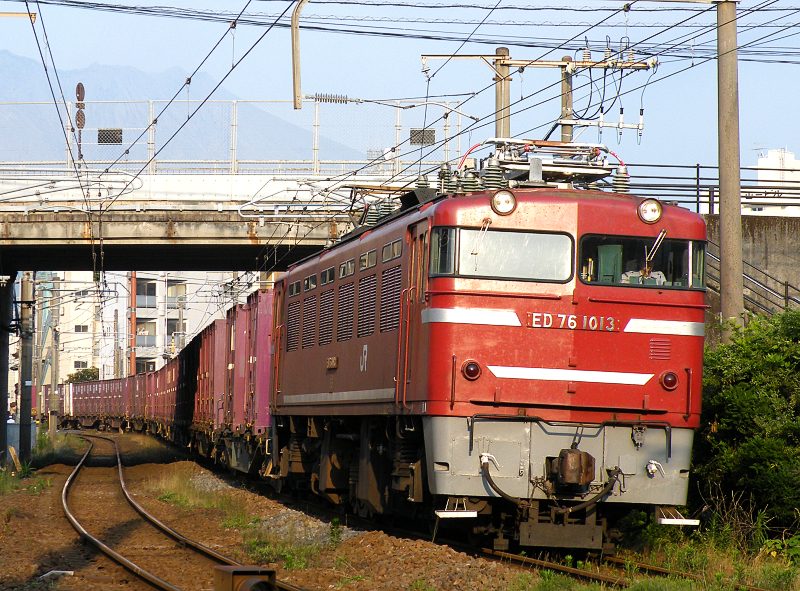
ED76 1013号机车牵引高速货物列车

1987年，JR货物继承了25台ED76型电力机车，集中配属于门司机关区，担当九州境内的货物列车牵引任务。同年，部分ED76型电力机车披上了JR货物的试验色涂装，车身上半和下半部分别采用深蓝色和浅蓝色，之间则围绕着一圈白色带，但在1992年后又取消了这种试验色涂装，所有机车恢复原本的“赤2号”红色涂装。
1995年起，JR货物为了延长ED76型电力机车的使用寿命，陆续对装备真空断路器的后期型车辆进行了更新改造工程。改造内容包括更换和翻新车内各类设备及管线，对车体钢结构进行彻底修补，改为使用MT52C型牵引电动机，牵引电动机抱轴承改为使用滚柱轴承，司机室侧门改为使用不锈钢材质等。完成改造后的机车在车身两侧下部增加了两道白色带以示区别。2003年，为了填补部分机车报废后的空缺，JR货物从JR九州购入了ED76 81、83号机车，并拆除了机车上的蒸汽锅炉和油水箱，并代之以压铁配重。
截至2023年4月，JR货物仍然拥有10台ED76型电力机车，包括2台基本番台机车（81、83）和8台1000番台机车（1015～1022），主要担当鹿儿岛本线北九州货物中心至鹿儿岛、长崎本线鳥栖貨物中心至鍋島、日丰本线北九州货物中心至南延岡的货运牵引任务。

## 技術特點
以下技术特点内容除特别注明外，皆以基本番台机车为描述对象。

### 总体结构

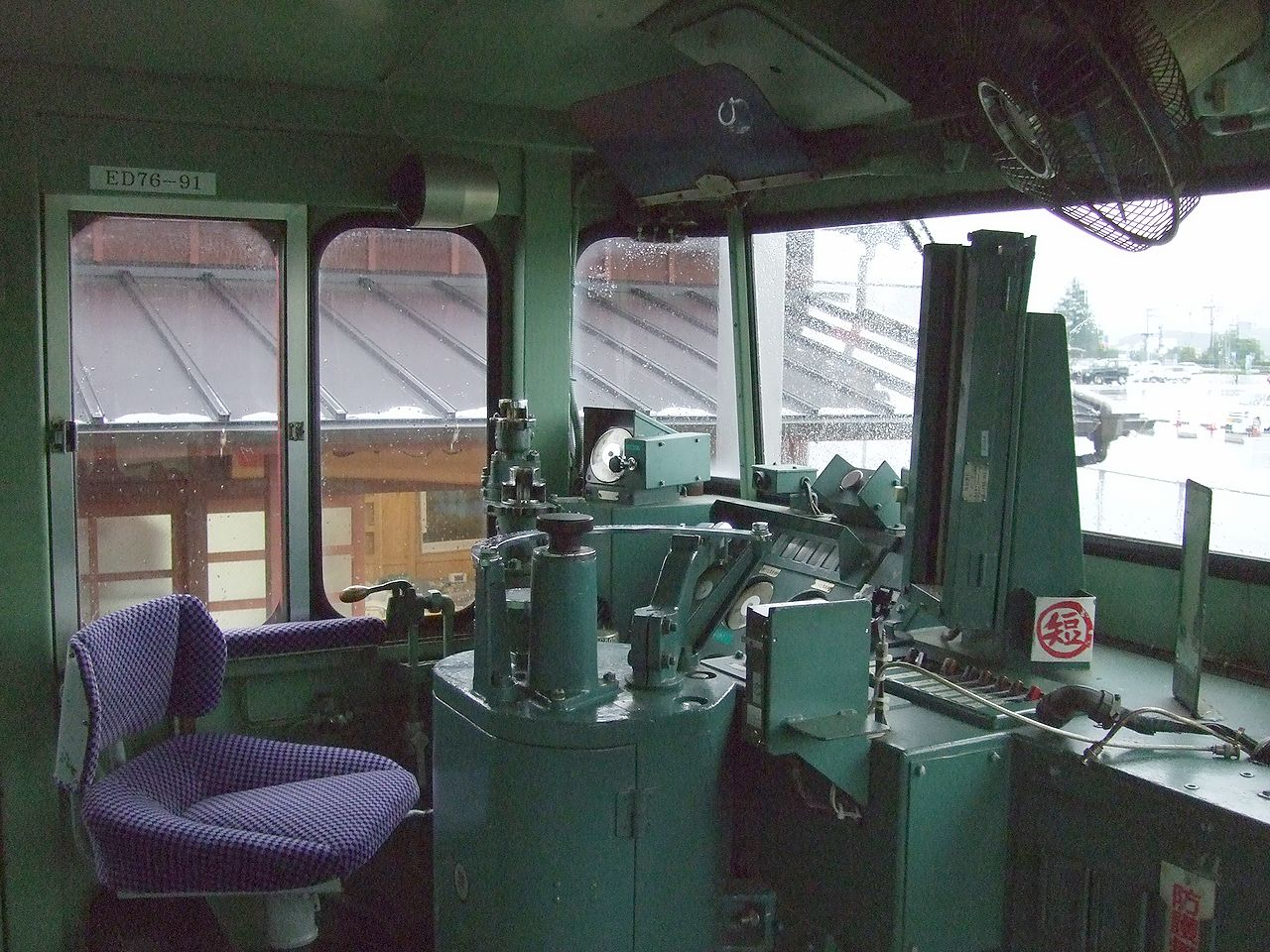
ED76型基本番台机车的司机室内部

ED76型电力机车是客货运通用的交流电力机车，适用于供电制式为20千伏50赫兹（或60赫兹）的工频单相交流电气化铁路。车体采用整体承载式全钢焊接的箱型结构，由于机车增加了供暖蒸汽锅炉和中间转向架，因此车体长度从ED75型电力机车的13500毫米延长至16600毫米。
车体两端各设有一个司机室，司机室内机车运行方向的左侧设有司机操纵台，右侧设有副司机座席及手制动手柄，司机室两侧设有供乘务员乘降的侧门，司机室上方车顶装有两盏密封光束灯式前照灯。基本番台和1000番台机车的两端采用非贯通形式，并装有大面积前窗玻璃以改善司机的瞭望视野；500番台和550番台机车为了方便重联运用而采用贯通型结构，司机室前端中央设有贯通门，以便乘务人员通过到另一台机车。
车体中部是设有各种机械及电气装置的机械室，除了增加一个列车供暖用SG3B型蒸汽锅炉（与ED72型电力机车所用型号相同）外，设备布置方式与ED75型电力机车大致相同。主变压器、调压开关及磁放大器位于中央位置，一端方向设有牵引电动机通风机、蒸汽锅炉、旋转式劈相机、控制电器等设备，二端方向设有硅整流器、电动空气压缩机、励磁电阻器等设备，机械室内设有贯通式双侧内走廊连接两端司机室。
基本番台机车的车顶安装有两台气压升弓的PS100A型双臂式受电弓，并且还装有空气断路器、避雷器等高压电气设备。北海道使用的500番台机车为了提高机车的防雪防寒性能，车顶上除受电弓以外的高压电气设备均改为安装在车体内部，并且改为使用与711系电力动车组通用的PS102A型下框架交叉式双臂受电弓。车体下方除了有三台转向架之外，还吊挂着总风缸和蒸汽锅炉之水箱及油箱。

### 电气系统
ED76型电力机车是交—直流电传动的整流器式电力机车，基本番台的电气系统与ED75型电力机车大致相同。机车主电路由空气断路器、主变压器、磁放大器、整流器、平波电抗器、牵引电动机、电路保护装置等部分组成。机车从架空接触网获取高压交流电，首先由主变压器和磁放大器降低和调节电压，再通过硅整流器转换成脉流电（即方向不变而只有电压变化的直流电），然后供电给四台并联的牵引电动机。
ED76型基本番台电力机车采用了级间磁放大器相控调压的控制方式，即是利用变压器低压侧调压配合磁放大器相位控制，来实现牵引电动机端电压的平滑调节。通过改变主变压器次边绕组的匝数构成13个大调压级，并在每个大调压级内利用两个磁放大器的相位控制平滑控制输出电压。牵引系统的电器设备与ED75型300番台电力机车相同。机车装用一台TM11B型壳式单相主变压器，额定容量为2350千伏安，冷却方式为强迫油循环导向风冷却。此外，还采用了MA1A型磁放大器、RS21A型硅整流器、LTC-3型无电弧调压开关切换器、MT52型串励直流牵引电动机。
辅助电路系统主要采用三相交流传动。牵引电动机通风机、平波电抗器通风机、电动空气压缩机等均采用三相鼠笼式异步电动机驱动。辅助电路系统由主变压器辅助绕组供电，并由一台旋转式劈相机将单相交流电转换成三相交流电，额定电压为400伏特50赫兹（基本番台和1000番台）或440伏特60赫兹（500番台和550番台）。

### 转向架

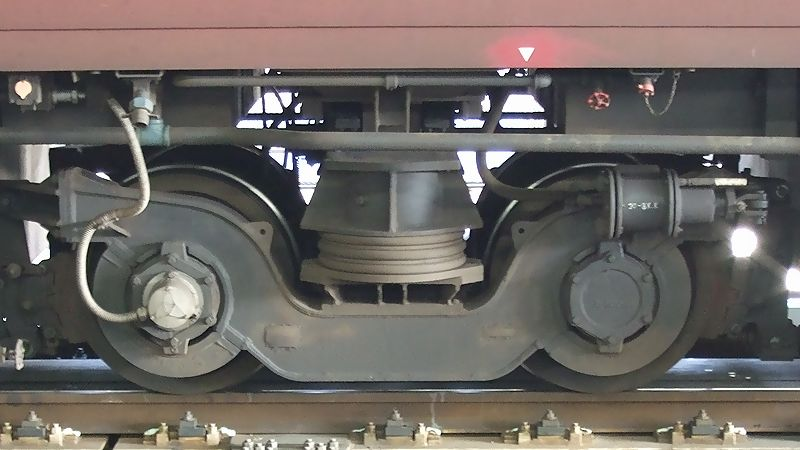
TR103D型中间转向架

机车走行部为三台二轴转向架，包括两台DT129系列两端转向架和一台无动力的TR103系列中间转向架。
两端转向架与ED75型电力机车的转向架基本相同。构架采用“日”字形的钢板焊接结构，轴箱采用导框式定位结构，转向架固定轴距为2500毫米。牵引电动机采用轴悬式驱动方式，牵引电动机输出的转矩通过一级减速齿轮传动轮对，齿轮传动比为4.44（16：71）。基础制动装置为双侧闸瓦制动，每个轮对左右各设有一个制动缸，并设有制动横梁以保证两侧闸瓦同步作用，另外还设置了闸瓦间隙调整器。
转向架采用无摇枕的全旁承支重结构，通过四组旁承弹簧支承车体重量。一系悬挂为轴箱顶端螺旋弹簧，二系悬挂为构架外侧的旁承弹簧，旁承弹簧采用每侧两个并联的螺旋圆弹簧组，并配有垂向油压减震器。牵引力和制动力通过“Z”字形低位斜牵引杆装置来传递。牵引杆和牵引拉杆座呈对角斜对称布置，与连接于构架下的三角形回转支承和横向连杆组成牵引杆系统，使牵引杆的牵引点交于轨面，理论上转向架内无轴重转移，以充分利用机车粘着重量。
ED76型电力机车采用了与ED77、ED78型电力机车相似的可变轴重中间转向架，转向架构架采用“U”形侧梁的钢板焊接结构，固定轴距为1600毫米。中间转向架亦采用旁承承载，中央悬挂装置为空气弹簧。中间转向架和车体之间还设有横向滚动装置，以便机车通过曲线。中间转向架可以根据线路条件或锅炉油水消耗情况，通过调节中央空气弹簧的内部压力，改变两端和中间转向架的轴重分配，使动轮轴重可以根据需要而设定为14、15、16或16.8吨。此外，中间转向架还设有用来检测空转的测速发电机。

### 技术数据
| 番台区分                  | 基本番台                                               | 1000番台                                               | 500番台                                | 550番台                                |
| ------------------------- | ------------------------------------------------------ | ------------------------------------------------------ | -------------------------------------- | -------------------------------------- |
| 机车长度（毫米）          | 17,400                                                 | 17,400                                                 | 18,400                                 | 18,400                                 |
| 机车宽度（毫米）          | 2,800                                                  | 2,800                                                  | 2,900                                  | 3,074                                  |
| 机车高度（毫米）          | 3,987                                                  | 3,987                                                  | 3,885                                  | 4,280                                  |
| 运转整备重量（吨）        | 87.0                                                   | 87.0                                                   | 90.5                                   | 84.0                                   |
| 最高运转速度（公里/小时） | 100                                                    | 100                                                    | 100                                    | 110                                    |
| 受流电压                  | AC 20kV 60Hz                                           | AC 20kV 60Hz                                           | AC 20kV 50Hz                           | AC 20kV 50Hz                           |
| 轴式                      | Bo-2-Bo                                                | Bo-2-Bo                                                | Bo-2-Bo                                | Bo-2-Bo                                |
| 两端转向架                | DT129K、DT129L                                         | DT129K、DT129L                                         | DT129R、DT129S                         | DT129R、DT129S                         |
| 中間转向架                | TR103F                                                 | TR103F                                                 | TR103D                                 | TR103D                                 |
| 牵引电动机                | MT52 × 4                                               | MT52 × 4                                               | MT52A × 4                              | MT52C × 4                              |
| 小时功率（千瓦）          | 1,900                                                  | 1,900                                                  | 1,900                                  | 1,900                                  |
| 持续牵引力（公斤）        | 14,100（小时制）                                       | 14,100（小时制）                                       | 14,100（小时制）                       | 12,600（小时制）                       |
| 持续速度（公里/小时）     | 49.1（小时制）                                         | 49.1（小时制）                                         | 49.1（小时制）                         | 61.5（小时制）                         |
| 控制方式                  | 低压侧调压开关分级、硅整流器整流、级间磁放大器相控调压 | 低压侧调压开关分级、硅整流器整流、级间磁放大器相控调压 | 低压侧调压开关分级、级间晶闸管相控调压 | 低压侧调压开关分级、级间晶闸管相控调压 |
| 重联控制                  | 无                                                     | 无                                                     | 有                                     | 有                                     |
| 空气制动                  | EL14AS自动空气制动机、制动增压装置                     | EL14AS自动空气制动机、制动增压装置                     | EL14AS自动空气制动机、制动增压装置     | EL14AS自动空气制动机、制动增压装置     |
| 电力制动                  | 无                                                     | 无                                                     | 无                                     | 再生制动                               |

## 车辆保存
- ED76 1号机车：司机室部分保存于福冈县北九州市门司区的九州铁道纪念馆。
- ED76 91号机车：静态保存于大分县日田市的“日田天領水（日语：日田天領水）之里 元气之车站”，并与另外两节14系客車共同保存展示，车头挂有“富士号”列车的标志。
- ED76 505号机车：静态保存于北海道三笠市的三笠铁道纪念馆（日语：三笠鉄道記念館）。
- ED76 509号机车：静态保存于北海道小樽市的小樽市综合博物馆。